# Sill
Sill er en højre biflod til Inn i den østrigske delstat Tyrol. Floden er 35 km lang og udspringer øst for Brennerpasset og flyder gennem den nordtyrolske del af Wipptal.
Sillzwickel, der er navnet for Sills udmuning i Inn, ligger i Innsbruck, hvor der er etableret et stor rekreativt område. Floden afvander et område på 854,4km², hvoraf 31.6 km² består af gletsjere.
Vandkraften udnyttes i tre elektricitetsværker: Brennerwerk samt øvre og nedre Sillwek.
47°16′39″N 11°25′08″Ø / 47.2775°N 11.41889°Ø